# Olga Drenda
Olga Drenda (ur. 1984) – polska pisarka, dziennikarka i tłumaczka.

## Życiorys
Absolwentka etnologii i antropologii kultury na Uniwersytecie Jagiellońskim. Laureatka Nagrody Literackiej Gdynia 2019 w kategorii esej za książkę Wyroby. Pomysłowość wokół nas. Za tę książkę otrzymała również nominację do Paszportów Polityki za rok 2018 w kategorii literatura. Publikowała m.in. w "Polityce", "The Guardian", "Dwutygodniku", "Tygodniku Powszechnym", "Gazecie Magnetofonowej", "Herito". Od września 2022 stała felietonistka "Tygodnika Powszechnego". Od września 2024 wraz z Jackiem Paśnikiem prowadzi w Polskim Radiu audycję „Drenda i Paśnik w Czwórce”.
Mieszkanka Mikołowa.
Olga Drenda należy do Stowarzyszenia Unia Literacka. 

## Książki
- Duchologia polska. Rzeczy i ludzie w latach transformacji (Karakter, 2016)
- Czyje jest nasze życie? Rozmawiają Olga Drenda i Bartłomiej Dobroczyński (razem z Bartłomiej Dobroczyński; Znak, 2017)[7]
- O kotach, red. Magdalena Budzińska (autorka jednego z opowiadań; Czarne, 2018)
- Wyroby. Pomysłowość wokół nas (Karakter, 2018[8])
- Subterranean river. Łukasz Rusznica (autorka tekstu; Fundacja Sztuk Wizualnych/Palm Studios, 2018[9])
- Książka o miłości (razem z Małgorzata Halber; Znak, 2020)
- Obiekty, które zostały Biedronkami (Narodowy Instytut Architektury i Urbanistyki i Instytut Dizajnu, 2021)
- Proszę mówić dalej. Historia społeczna Muzeum Sztuki w Łodzi (autorka jednego z rozdziałów, Wydawnictwo Muzeum Sztuki w Łodzi, 2022)
- Nikt nikomu nie tłumaczy. „Świat według Kiepskich” w kulturze (autorka tekstu; Wydawnictwo Brak Przypisu, 2023)
- Słowo humoru (Karakter, 2023)